# 勘違い (アルバム)
『勘違い』（かんちがい）は、安藤裕子の6枚目のオリジナルアルバム。2012年3月28日にcutting edgeから発売された。

## 解説
出産後初めてのフル・アルバムである。オリジナルアルバムは『JAPANESE POP』以来約1年半ぶりとなる。サウンドプロデューサーには山本隆二、また『JAPANESE POP』に続きオランダのベニー・シングスも参加。ジャケットは写真に自身で蝶の刺繍等の細かいコラージュを施し、初めにスタッフに伝えられたイメージは「ブラックスワンみたいな感じ」という。CDショップ別にもそれぞれの特典が用意されている（後述）。
出産前はすでに8割くらい完成していた。最初に出てきた曲は「エルロイ」と「アフリカの夜」であり、最後の2曲の「お誕生日の夜に」「鬼」は唯一出産後に作った曲。当初10曲予定だった収録曲数が11曲に増やされる。
極度の体調不良、東日本大震災、最愛の祖母の死、妊娠と出産、ツアー中止などのことを経て作られた今作に関して、本人曰く「私は作品においても、こういう取材においても、結構よろいを着込んで人前に出るんですけど、この作品はよろいを着込むヒマがなかったんです。これまで人間・安藤裕子をあまり作品に投影しないようにやってきたけど、今回はそういう予防線を張るような体力も時間もなくて、作品から裸の自分が漏れ出ているところが、風通しをよく感じさせるのかもしれません」。

## 収録曲
（全作詞・作曲：安藤裕子／編曲：山本隆二（特記以外））
1. 勘違い [4:43]
  - 安藤が今作で一番好きな曲[6]。
2. エルロイ [4:25]
  - シングル「輝かしき日々」に砂原良徳によるリミックスバージョンが収録されているが、オリジナルバージョンを収録するのは初。原曲は生楽器を強く意識した作りとなっている[7]。
3. 輝かしき日々 [4:28]
  - NHKドラマ「カレ、夫、男友達」主題歌
  - 會田茂一、矢部浩志、沖山優司が参加。
4. すずむし [3:55]
  - 編曲：Benny Sings
  - デビュー前に作られていた曲で[3]、曲名が変わっているために今までのシングルやアルバムでは採用されなかったが、曲自体が良かったため結局収録される運びとなった[8][9]。
5. それから [4:34]
  - 編曲：Benny Sings
  - 歌詞は男子目線で書いた。
6. アフリカの夜 [5:50]
  - ホーンアレンジ：山本隆二
7. 永すぎた日向で [6:01]
  - ストリングスアレンジ：山本隆二
  - 自分自身の終わりについての曲[10]。元々はリード曲や表題曲になるつもりだったが、後にアルバムの制作で安藤が一番ワクワクした「勘違い」でアルバムのタイトルになった[11]。
8. 地平線まで（Album Ver.） [4:26]
  - ストリングスアレンジ・ホーンアレンジ：山本隆二
  - 東武鉄道「スペーシア」キャンペーンソング。元々、東武鉄道からの依頼を受け書き下ろされたが、東日本大震災の被災者支援に役立てるべく各所から協力を得て、テレビCM放送に先駆けてチャリティCDとして公式サイトと2011年のアコースティックツアー会場で販売することにした[12]。今作に収録されているのはホーンと弦を加え、新たにレコーディングし直した別バージョンである。
9. 飛翔 [5:02]
  - ストリングスアレンジ：山本隆二
  - フジテレビ系ドラマ「魔術はささやく」主題歌。おおはた雄一がギターで参加。
10. お誕生日の夜に[5:57]
  - 作曲：白根賢一
11. 鬼 [4:56]
  - 本人曰く「音楽的にはみんな楽しんでいて、大団円を迎えるっていうイメージ」[8]。PVが制作された。監督は川村ケンスケが務めている。

## ショップ別特典
TOWER RECORDS
- 落語「粗忽長屋」CD（J-WAVE「帰って来たOH! MY RADIO 安藤裕子SPECIAL」で一度だけ披露されたもの）

LAWSON・HMV
- ポストカードA

TSUTAYA
- ポストカードB

安藤裕子応援店
- ポストカードC

mu-moショップ
- プリントサイン入りアナザージャケット